# 천추이펀
천추이펀(陳粹芬, 진수분, 1873년 9월 23일 ~ 1962년 10월 21일)은 중화민국(中華民國) 초대 임시대통령을 지낸 쑨원(孫文)의 1번째 측실(側室)이다.

## 주요 이력
아명(兒名)은 샹링(香菱, 향릉), 루이펀(瑞芬, 서분)이다. 쑨커(1895~1973, 쑨원의 적출 아들)와 천수잉(1893~1990, 쑨커의 부인이자 쑨원의 며느리) 그들 둘은 천추이펀 그녀를 난양 샤오스 마마(南洋 小室 Mama)라 호칭하였다 한다.

## 생애
청나라 시대 말기였던 1892년 당시 홍콩(香港)에 머물러 있었던 쑨원(孫文)의 측실이 되었고 그 후에는 중국 본토(中國 本土)에도 머물렀으며 쑨원(孫文)이 중화민국 대통령이 되는 것도 목도하였고 1925년 쑨원(孫文)이 서거할 때까지 쑨원(孫文)의 측실로 쑨원(孫文)의 곁을 지켰다. 그 후 중국 광둥성 중산(中國 廣東省 中山)에 거주하다가 1949년 중국 본토(中國 本土)가 공산화되자 자신의 고향 홍콩(香港)으로 귀환하였으며 1959년 그곳에서 만성 저혈압에 걸려 투병하다가 3년 후 1962년 10월 21일을 기하여 향년 89세로 별세하였다.